# Supertaça Portuguesa (calcio a 5)
La Supertaça Portuguesa de Futsal (in italiano "Supercoppa portoghese di calcio a 5") è una manifestazione di calcio a 5 portoghese che si svolge a cadenza annuale e mette di fronte la squadra vincitrice della precedente edizione del Campeonato Nacional de Futsal e quella detentrice della Taça de Portugal.

## Storia
La manifestazione si svolge dal 1998 e inizialmente era giocata al meglio delle due gare (andata e ritorno). Dal 2003-04 la coppa si assegna in gara unica. L'edizione 2020 è stata annullata a seguito della cancellazione di tutte le competizioni nella stagione precedente in seguito alla pandemia di COVID-19 in Portogallo.

## Albo d'oro
| Stagione | Sede                | Vincitore        | Risultato     | Finalista        |
| -------- | ------------------- | ---------------- | ------------- | ---------------- |
| 1998     | Lisbona             | Correio da Manhã | 7-6           | Miramar          |
| 1999     | Pombal              | IDJV             | 5-4           | Sporting Lisbona |
| 1999     | Lisbona             | IDJV             | 6-2           | Sporting Lisbona |
| 2000     | Vila Nova de Gaia   | Miramar          | 6-4           | Correio da Manhã |
| 2000     | Lisbona             | Miramar          | 1-0           | Correio da Manhã |
| 2001     | Vizela              | Sporting Lisbona | 4-3           | Jorge Antunes    |
| 2001     | Lisbona             | Sporting Lisbona | 2-1           | Jorge Antunes    |
| 2002     | Matosinhos          | Freixieiro       | 3-4           | Jorge Antunes    |
| 2002     | Vizela              | Freixieiro       | 6-4           | Jorge Antunes    |
| 2003     | Nazaré              | Benfica          | 3-0           | Freixieiro       |
| 2004     | Lisbona             | Sporting Lisbona | 7-1           | Olivais          |
| 2005     | Barcelos            | Boavista         | 4-2           | Benfica          |
| 2006     | Torres Novas        | Benfica          | 4-3 (dtr)     | Sporting Lisbona |
| 2007     | Mealhada            | Benfica          | 8-3           | Braga            |
| 2008     | Entroncamento       | Sporting Lisbona | 5-3           | Benfica          |
| 2009     | Portimão            | Benfica          | 1-0           | Belenenses       |
| 2010     | Entroncamento       | Sporting Lisbona | 5-2           | Belenenses       |
| 2011     | Portimão            | Benfica          | 3-2           | Sporting Lisbona |
| 2012     | Matosinhos          | Benfica          | 5-3           | Modicus          |
| 2013     | Coimbra             | Sporting Lisbona | 4-1           | Braga            |
| 2014     | Entroncamento       | Sporting Lisbona | 7-0           | Fundão           |
| 2015     | Oliveira de Azeméis | Benfica          | 6-3           | Fundão           |
| 2016     | Loulé               | Benfica          | 3-2           | Sporting Lisbona |
| 2017     | Coimbra             | Sporting Lisbona | 3-2           | Benfica          |
| 2018     | Loulé               | Sporting Lisbona | 11-0          | Fabril Barreiro  |
| 2019     | Torres Novas        | Sporting Lisbona | 6-2           | Benfica          |
| 2020     | annullata           | annullata        | annullata     | annullata        |
| 2021     | Gondomar            | Sporting Lisbona | 7-2           | Benfica          |
| 2022     | Matosinhos          | Sporting Lisbona | 4-4 (3-1 dtr) | Benfica          |

## Vittorie per club
| Titoli | Squadra          | Anni                                                             |
| ------ | ---------------- | ---------------------------------------------------------------- |
| 11     | Sporting Lisbona | 2001, 2004, 2008, 2010, 2013, 2014, 2017, 2018, 2019, 2021, 2022 |
| 8      | Benfica          | 2003, 2006, 2007, 2009, 2011, 2012, 2015, 2016                   |
| 1      | Correio da Manhã | 1998                                                             |
| 1      | IDJV             | 1999                                                             |
| 1      | Miramar          | 2000                                                             |
| 1      | Freixieiro       | 2002                                                             |
| 1      | Boavista         | 2005                                                             |